# The Big Come Up
The Big Come Up es el álbum debut de la banda estadounidense de blues-rock The Black Keys, lanzado en 2002 con Alive Records. Fue grabado en el sótano de la casa de Patrick y auto producido por los mismos integrantes de la banda.

## Grabación
El álbum fue creado en Akron, Ohio, también conocida como Rubber City. A medida que los dos empezaron a crecer, se dieron cuenta de que las empresas de caucho, como Goodyear, eran una industria moribunda. Sabían que no se les garantizaba un trabajo automático al obtener un título universitario, por lo que los dos abandonaron la universidad para seguir su carrera musical. Comenzaron a producir "The Big Come Up" en su sótano. Carney y Auerbach grabaron el álbum en el sótano de Carney, usando dos micrófonos comprados en eBay. Grabaron su álbum en una grabadora de 8 pistas. El disco contiene trece canciones. Ocho de ellos son temas originales, con cinco covers. "240 Years Before Your Time", la pista de cierre, se silencia aproximadamente a la 1:39 en la pista de la versión en CD. Este silencio dura hasta las 21:41.

## Lanzamiento
The Big Come Up fue lanzado a través de Alive Records el 14 de mayo de 2002. Alive reedita este álbum regularmente, a menudo varias veces al año en vinilos de diferentes colores o con carátulas modificadas. Por lo general, se comercializan como ediciones limitadas. Han lanzado el álbum en vinilo en al menos 14 ocasiones distintas, abriéndose a las críticas, particularmente en lo que respecta al término de marketing "edición limitada".
La banda también lanzó un EP que incluía versiones de la canción de blues "Leaving 'Trunk" y la canción de los Beatles "She Said, She Said". La canción "I'll Be Your Man" se utilizó como tema principal de la serie Hung de HBO. "I'll Be Your Man" también apareció en la serie de FX Rescue Me.

## Recepción
Según Nielsen Soundscan, el álbum vendió alrededor de 139.000 copias. Los dos no ganaron mucho dinero con el álbum, por lo que tuvieron problemas para pagar una gira. Por lo tanto, recaudaron dinero cortando el césped para su propietario. Aunque el álbum se vendió mal, ganó seguidores de culto y atrajo a la crítica. En 2005, el crítico musical Chuck Klosterman destacó The Big Come Up como uno de los 21 "álbumes de alta calidad" de los tres años anteriores. Cuando los dos cantantes de blues-rock comenzaron a destacarse, llamaron la atención del sello discográfico independiente estadounidense Fat Possum Records. Fat Possum Records lanzó música blues que se inspiró en los ásperos ritmos de guitarra del country blues y en artistas como Junior Kimbrough, una de las principales inspiraciones de Carney y Auerbach.

## Lista de canciones
Todas las canciones fueron escritas por Dan Auerbach y Patrick Carney.

| N.º | Título                       | Duración |  |
| 1.  | «Busted»                     | 2:33     |  |
| 2.  | «Do the Rump»                | 2:37     |  |
| 3.  | «I'll Be Your Man»           | 2:20     |  |
| 4.  | «Countdown»                  | 2:38     |  |
| 5.  | «The Breaks»                 | 3:02     |  |
| 6.  | «Run Me Down»                | 2:27     |  |
| 7.  | «Leavin' Trunk»              | 3:00     |  |
| 8.  | «Heavy Soul»                 | 2:08     |  |
| 9.  | «She Said, She Said»         | 2:32     |  |
| 10. | «Them Eyes»                  | 2:23     |  |
| 11. | «Yearnin'»                   | 1:58     |  |
| 12. | «Brooklyn Bound»             | 3:11     |  |
| 13. | «240 Years Before Your Time» | 3:20     |  |

- Datos: Q1478105